# جولیان شوینگر
جولیان سیمور شوینگر (به انگلیسی: Julian Seymour Schwinger) (زاده ۱۲ فوریه ۱۹۱۸ – درگذشته ۱۶ ژوئیه ۱۹۹۴)، فیزیکدان آمریکایی بود که همراه با ریچارد فاینمن، (Richard Phillips Feynman) سین‌ایترو تومونوجا (Sin-Itiro Tomonaga) موفق به کشف الکترودینامیک کوانتومی (QED) شد. شوینگر جایزه نوبل فیزیک سال ۱۹۶۵ را از آن خود کرد.